# Mário Palmeira
Mário José da Costa Palmeira (Vila Real, 24 settembre 1989) è un ex calciatore portoghese, di ruolo difensore.

## Caratteristiche tecniche
È un difensore centrale, che può essere schierato come terzino destro.